# Lorenz Nieberl
Lorenz Nieberl (parfois appelé Lorenz Niebert, 7 juillet 1919 - 12 avril 1968) est un bobeur ouest-allemand qui a concouru dans le début des années 1950.

## Biographie
Aux Jeux olympiques d'hiver de 1952 à Oslo, il devient la première personne à gagner les épreuves du bob à deux et du bob à quatre lors des mêmes Jeux olympiques d'hiver. Nieberl finit également à la sixième place de l'épreuve du bob à quatre lors des Jeux olympiques d'hiver de 1956 à Cortina d'Ampezzo.
Il gagne également quatre médailles aux Championnats du monde FIBT dont deux en or et deux en bronze.

## Palmarès

### Jeux olympiques
- Oslo 1952
  -  Médaille d'or dans l'épreuve du bob à deux
  -  Médaille d'or dans l'épreuve du bob à quatre

### Championnats monde
- Alpe d'Huez 1951
  -  Médaille d'or dans l'épreuve du bob à deux
  -  Médaille d'or dans l'épreuve du bob à quatre
- Garmisch-Partenkirchen 1953
  -  Médaille de bronze dans l'épreuve du bob à deux
- Cortina d'Ampezzo 1954
  -  Médaille de bronze dans l'épreuve du bob à quatre